# Danil Kozlov
Danil Kozlov (Wit-Russisch: Данііл Казлоў, Russisch: Даниил Козлов) (Zjabinka, Oblast Brest, 7 april 1997) is een Wit-Russisch zanger.
Kozlov is de jongste van zes kinderen. Hij studeert viool op de Zjabinka Art School. Hij nam reeds deel aan verschillende zangwedstrijden. Zo won hij in 2009 Young Talents of Belarus, de Grand Prix Golden Bee en de Special Fund of President of the Republic of Belarus for Support of Talented Youth. In 2010 won hij vervolgens Rhythms of Youth in Brest, met het nummer A bird in a cage.
In 2010 mocht hij Wit-Rusland vertegenwoordigen op het Junior Eurovisiesongfestival 2010, in de Wit-Russische hoofdstad Minsk. Het lied waarmee hij deelnam, Muzyki svet, gaat over zijn voorliefde voor klassieke muziek en Beethoven. Kozlov eindigde met 85 punten op de vijfde plaats.

## Bron
1. ↑  Daniil Kozlov naar Minsk. Gearchiveerd op 11 januari 2022.

2003: Volja Satsoek ·
2004: Jahor Vautsjoek ·
2005: Ksenia Sitnik ·
2006: Andrej Koenets ·
2007: Aleksej Zjigalkovitsj ·
2008: Dasja, Alina & Karina ·
2009: Joeri Demodovitsj ·
2010: Danil Kozlov ·
2011: Lidia Zablotskaja ·
2012: Egor Zjesjko ·
2013: Ilja Volkov ·
2014: Nadezjda Misjakova · 
2015: Roeslan Aslanov · 
2016: Aleksander Minjonok · 
2017: Helena Meraai · 
2018: Daniel Jastremisky · 
2019: Elizaveta Misnikova · 
2020: Arina Pechtereva